# 정이형
정이형(鄭伊衡, 1897년 ~ 1956년)은 한국의 독립운동가이다. 본명은 원흠(元欽), 호는 쌍공(雙公). 본관은 하동, 평안북도 의주 출신이다.

## 생애
1922년 만주로 망명하여 대한통의부에 참여하였고, 1924년 정의부 사령부관으로 무장 항일 투쟁을 전개하였다. 1926년 고려혁명당을 결성하고, 위원으로 선임되어 활약했다.
1927년 하얼빈에서 일본 경찰에 잡혀, 1945년 해방이 될때까지 19년간의 옥고를 치렀다. 해방 이후 좌우합작을 위해 노력하였으며, 친일파 처벌법 제정에 앞장섰다.
1956년 심장병으로 별세하였다.

## 사후
- 1963년 건국훈장 독립장이 추서되었다.